# Montoneros
Montoneros va ser una organització guerrillera urbana de l'Argentina fundada el 1968. Amb el Partido Revolucionario de los Trabajadores (PRT) i Ejército Revolucionario del Pueblo (ERP), va ser una de les principals organitzacions del seu tipus d'aquest període històric.
L'organització va donar-se a conèixer el 29 de juny de 1970 amb el segrest i posterior mort del general Pedro Eugenio Aramburu, un dels responsables del cop d'Estat que el 1955 havia enderrocat el president Juan Domingo Perón. Els seus objectius van ser: la desestabilització de la dictadura autodenominada Revolució Argentina (Onganía, Levingston, Lanusse, 1966/1973), el retorn al poder de Perón, i la instauració a l'Argentina d'un sistema polític que s'anomenava Socialismo Nacional, que consideraven com l'evolució històrica natural del peronisme.
L'organització suposava, com totes les avantguardes revolucionàries de l'època, que l'acció militar generava consciència política. L'escalada repressiva va obligar l'organització a abandonar la feina de base i el procés de militarització intentà construir un exèrcit popular semblant a un exèrcit regular, i l'estructura de l'organització es va especialitzar en les activitats militars. Des de finals del 1972 a petició expressa de Perón, l'organització va participar en la campanya que va portar a la presidència Héctor Cámpora, bolcant-se a la creació de fronts de masses i consolidant-se com una organització politicomilitar abandonant la clandestinitat.
Si bé durant els seus primers anys d'existència van rebre el suport del general Perón i de bona part del Movimiento Peronista, va començar a veure's progressivament aïllat sobretot després de la mort de Perón, l'1 de juliol de 1974, quan es va desencadenar una política de terrorisme d'Estat portada endavant per l'organització parapolicial de dreta anomenada Triple A i Montoneros va decidir en setembre de 1974 tornar a la clandestinitat i reiniciar la lluita armada. El 8 de setembre de 1975, la presidenta María Estela Martínez de Perón va dictar el Decret núm. 2452/75 prohibint la seva activitat i qualificant-la com a «grup subversiu». El 24 de març de 1976 el govern va ser derrocat per la dictadura militar (el Proceso de Reorganización Nacional).
En 1978, l'organització comptava amb arsenals de fabricació pròpia, presència a Beirut, vincles estrets amb l'Organització per a l'Alliberament de Palestina i Al-Fatah, i un acord per fabricar explosius al sud del Líban a canvi de camps d'entrenament, instructors i míssils RPG. Entre finals del 1979 i principis del 1980, més de dos-cents militants tornar de l'exili clandestinament per cometre atemptats i desestabilitzar la dictadura, però van fracassar rotundament pels errors d'interpretació sobre la situació que travessava el país, i la precarietat amb què els militars es van enfrontar a l'eficientment mortal terrorisme d'Estat, i gairebé la meitat dels que van participar de la contraofensiva van acabar assassinats o desaparegut.